# Perizoma illimitata
Perizoma illimitata är en fjärilsart som beskrevs av Louis Beethoven Prout 1922. Perizoma illimitata ingår i släktet Perizoma och familjen mätare. Inga underarter finns listade i Catalogue of Life.